# John K. Samson

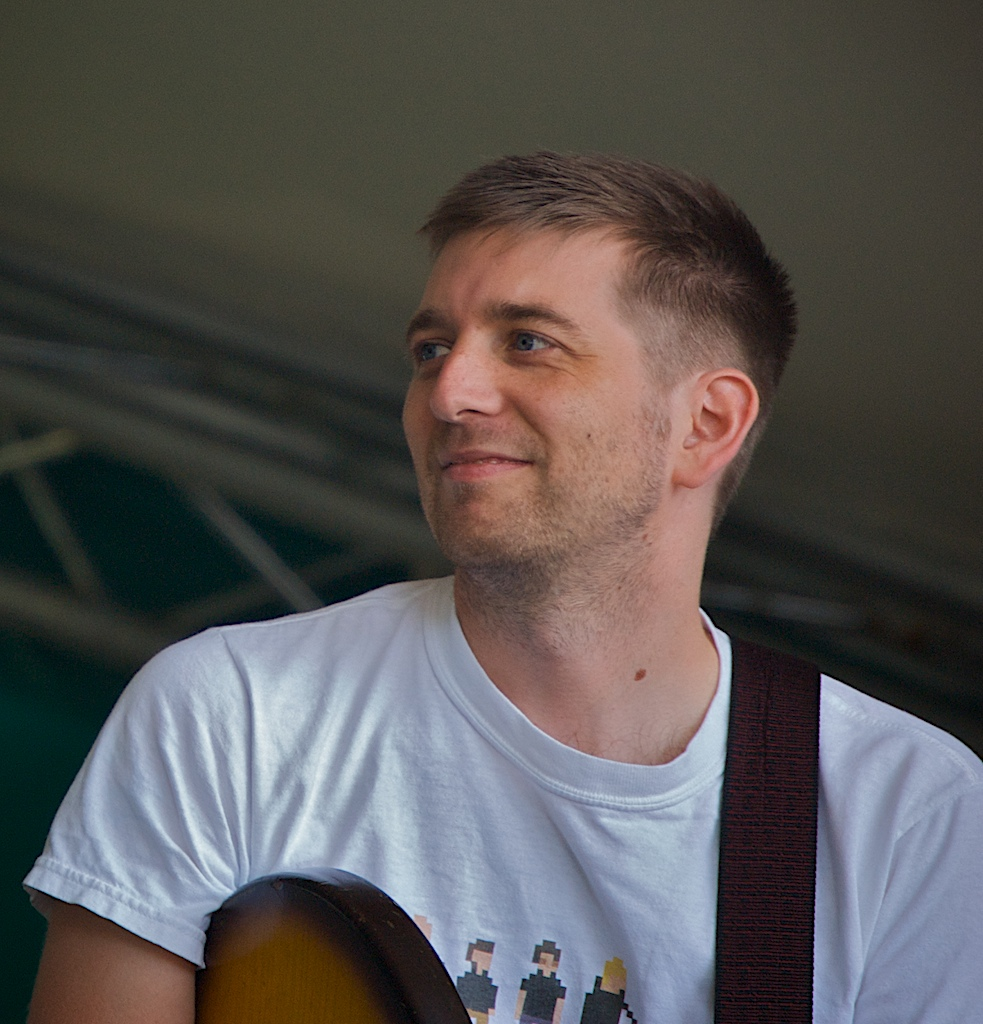
John K. Samson

John Kristjan Samson (* 1973) ist ein Rockmusiker aus Winnipeg, Kanada. Er ist ein Singer-Songwriter und war der Frontmann der kanadischen Folk-Punk-Band The Weakerthans. Er spielte bis 1996 Bass in der Punkband Propagandhi.

## Biografie
Im Jahr 1993, noch als Mitglied von Propagandhi, veröffentlichte Samson sein erstes Solo-Album auf Kassette mit dem Titel Slips and Tangles. Im Jahr 1995 wurden sechs dieser Songs auf dem Split-Album Little Pictures vorgestellt.
Am 6. November 2009 wurde City Road 85 veröffentlicht, die die erste Veröffentlichung einer Vinyl-Singlereihe ist. Mit Provincial Road 222 wurde am 17. September 2010 die zweite Vinyl-Single in Europa von dem Hamburger Label Grand Hotel van Cleef veröffentlicht.
Am 27. Januar 2012 ist sein erstes vollständiges Album Provincial in Europa ebenfalls bei Grand Hotel van Cleef erschienen. Anlässlich seines zweiten Solo-Albums Winter Wheat (2016) bescheinigte ihm der Rezensent der FAZ, seine oft „schwarzgalligen“ Songtexte hätten ohne Weiteres hohe literarische Qualitäten.

## Diskografie

### EPs
- Slips and Tangles (1993)
- Little Pictures (1995)
- City Route 85 (2009, Grand Hotel van Cleef)
- Provincial Road 222 (2010, Grand Hotel van Cleef)

### Soloalben
- Provincial (2012, Grand Hotel van Cleef)
- Winter Wheat (2016, ANTI-Records)

### Propagandhi
- How to Clean a Couple o' Things 7 (1993, Fat Wreck Chords)
- How to Clean Everything (1993, Fat Wreck Chords)
- Less Talk, More Rock (1996, Fat Wreck Chords)

### The Weakerthans
- Fallow (1997, G7 Welcoming Committee Records / 1998, B.A. Records / 1999 Sub City)
- Left and Leaving (2000, G7 Welcoming Committee Records / Sub City / B.A. Records)
- Reconstruction Site (2003, Epitaph / Burning Heart Records)
- Reunion Tour (2007 Epitaph / Burning Heart Records)
- Live at Burton Cummings Theatre (2010)

## Belege
1. ↑  Edo Reents: John K. Samson überrascht mit einem schönen, lyrisch anspruchsvollen Soloalbum im Folk-Gestus, FAZ vom 5. Dezember 2016, abgerufen am 12. Dezember 2016.

| Personendaten    | Personendaten                              |
| ---------------- | ------------------------------------------ |
| NAME             | Samson, John K.                            |
| ALTERNATIVNAMEN  | Samson, John Kristjan (vollständiger Name) |
| KURZBESCHREIBUNG | kanadischer Rockmusiker                    |
| GEBURTSDATUM     | 1973                                       |